# Quatre presidents
Els quatre presidents van ser el grup de personalitats que donava suport a la candidatura de la Lliga Regionalista a les eleccions legislatives del 19 de maig de 1901 i a les municipals del 10 de novembre de 1901.
Els quatre presidents eren:
- Bartomeu Robert i Yarzábal, exalcalde i expresident de la Societat Econòmica Barcelonina d'Amics del País
- Albert Rusiñol i Prats, expresident del Foment del Treball Nacional
- Lluís Domènech i Montaner, expresident de l'Ateneu Barcelonès
- Sebastià Torres i Planas, expresident de la Lliga de Defensa Industrial i Comercial.

## Antecedents
El primer govern de Francisco Silvela va caure el 22 d'octubre de 1900 desprestigiat, entre altres coses, per haver dut l'Estat espanyol al greu desastre de 1898. El 5 de març de 1901 es va formar un nou govern, presidit per Sagasta, que va fer que els liberals tornessin al poder. El nou govern va decidir convocar les eleccions legislatives el 19 de maig per a poder formar la cambra de diputats. La convocatòria d'aquestes eleccions va significar per als possibilistes del catalanisme l'ocasió idònia per a enfrontar-se al nou govern, contrari a concedir qualsevol tipus d'autonomia política i administrativa a Catalunya. Fruit de la fusió de la Unió Regionalista amb el Centre Nacional Català, es fundà, el 25 d'abril de 1901, la Lliga Regionalista, presidida pel Dr. Robert.
La Lliga estava constituïda per sectors de la burgesia i per les classes mitjanes decebudes del polaviejisme i mobilitzades pel Tancament de Caixes. Defensora d'una Catalunya lliure, forta i autònoma, i amb vocació de presentar-se a les eleccions legislatives que s'acabaven de convocar. Per tirar-ho endavant es fa un pacte electoral entre els dirigents de la Unió Regionalista, els joves pragmàtics de la Lliga de Catalunya, el Centre Nacional Català i algunes personalitats de la vella Unió Catalanista, i formada per "quatre presidents", persones de reconegut prestigi que lideraren el procés.

## Eleccions legislatives de 1901
En aquestes eleccions, a Catalunya li corresponien quaranta-quatre escons, un per cada un dels districtes en què estava dividida, llevat de Barcelona, que li'n corresponien set, i de Tarragona, a la qual li'n corresponien tres. El resultat de les eleccions van ser:
- Coalició Catalanista, encapçalada pels "quatre presidents", va obtenir 6.723 vots, representant el 6,9 per cent del cens electoral i el 36,4 dels votants;
- Coalició Republicana, encapçalada per Alejandro Lerroux, Francesc Pi i Margall, Tiberio Ávila Rodriguez, Nicolás Salmerón i Josep Maria Vallès i Ribot, va obtenir 4.433 vots, que eren el 4,6% del cens electoral i el 24% dels votants
- Coalició Monàrquica, encapçalada per Pere Guerau Maristany i Oliver, Josep Maria Cornet i Mas, Joan Puig i Saladrigas i Josep Balcells i Cortada, va aconseguir 4.582 vots, que resultaven ser el 4,7% del cens electoral i el 24,8% dels votants
- Altres candidatures van obtenir resultats menors: l'independent Joan Sol i Ortega 2.765; la Unió Liberal de Roman Regordosa 1.570; el romerista Enric Vilalta 481; Josep Puig d'Asprer 419; i l'independent Rómulo Quintana i Rodriguez 190 vots.